# Hans-Adam II xứ Liechtenstein
Hans-Adam II xứ Liechtenstein (tên đầy đủ: Johannes Adam Ferdinand Alois Josef Maria Marco d'Aviano Pius; sinh ngày 14 tháng 2 năm 1945) là vị quân chủ tại vị của Liechtenstein. Ông cũng đồng thời mang các tước hiệu Công tước xứ Troppau và Jägerndorf, Bá tước xứ Rietberg.

## Đầu đời
Vương công Hans-Adam sinh ngày 14 tháng 2 năm 1945 tại Zurich, Thụy Sĩ là con trai cả của Vương công Franz Joseph II và Nữ bá tước Georgina von Wilczek. Cha ông kế vị ngai Vương công Liechtenstein sau cái chết của người bác ruột, Vương công Franz I từ năm 1938. Vì vậy, ngay từ khi sinh ra, Hans-Adam đã được mang danh vị Vương công tử.
Năm 1969, Hans-Adam tốt nghiệp trường Đại học St. Gallen với Bằng Cử nhân về Kinh doanh và Kinh tế học. Năm 1984, Vương công Franz Joseph II đã quyết định chuyển giao dần quyền lực cho con trai cả của mình như là một cách để bắt đầu một triều đại chuyển đổi sang một thế hệ mới. Hans-Adam chính thức kế thừa ngai vị Vương công Liechtenstein ngay sau khi cha ông qua đời vào ngày 13 tháng 11 năm 1989.

## Tài sản
Hans-Adam sở hữu nhóm ngân hàng LGT và có một tài sản gia đình của $ 7,6 tỷ và tài sản cá nhân của khoảng 4 tỷ $, làm cho ông trở thành một trong tông chủ hoàng gia giàu nhất thế giới là vị quân chủ giàu nhất châu Âu. Ông cũng sở hữu một bộ sưu tập nghệ thuật rộng lớn, phần lớn được trưng bày cho công chúng tại Bảo tàng Liechtenstein ở Vienna.